# Zoarces andriashevi
Zoarces andriashevi és una espècie de peix de la família dels zoàrcids i de l'ordre dels perciformes.

## Morfologia
- Els mascles poden assolir 19,5 cm de longitud total.
- Nombre de vèrtebres: 115-122.[4][5]

## Hàbitat
És un peix marí i demersal que viu fins als 96 m de fondària.

## Distribució geogràfica
Es troba al sud-oest de Kamtxatka (Rússia).

## Observacions
És inofensiu per als humans.